# Manuel Feliu de Lemus
Manuel Feliu de Lemus (Barcelona, 1865- París, 1922) fou un dibuixant i pintor català emmarcat dins del realisme anecdòtic. Va estudiar a l'Escola de la Llotja i posteriorment va viatjar una llarga temporada a Madrid per ampliar els seus estudis, on entrà en contacte amb l'obra de Velázquez al Museu del Prado. Després de Madrid, se'n va anar a viure a París, on va morir el 1922. Va exposar sovint a París, i a Barcelona ho va fer a l'Exposició Universal de 1888, a la Sala Parés i a l'exposició del Cercle Aquarel·lista de 1885. Fou acadèmic de la Reial Acadèmia Catalana de Belles Arts de Sant Jordi. A Barcelona, Raimon Casellas fou un dels seus principals defensors.

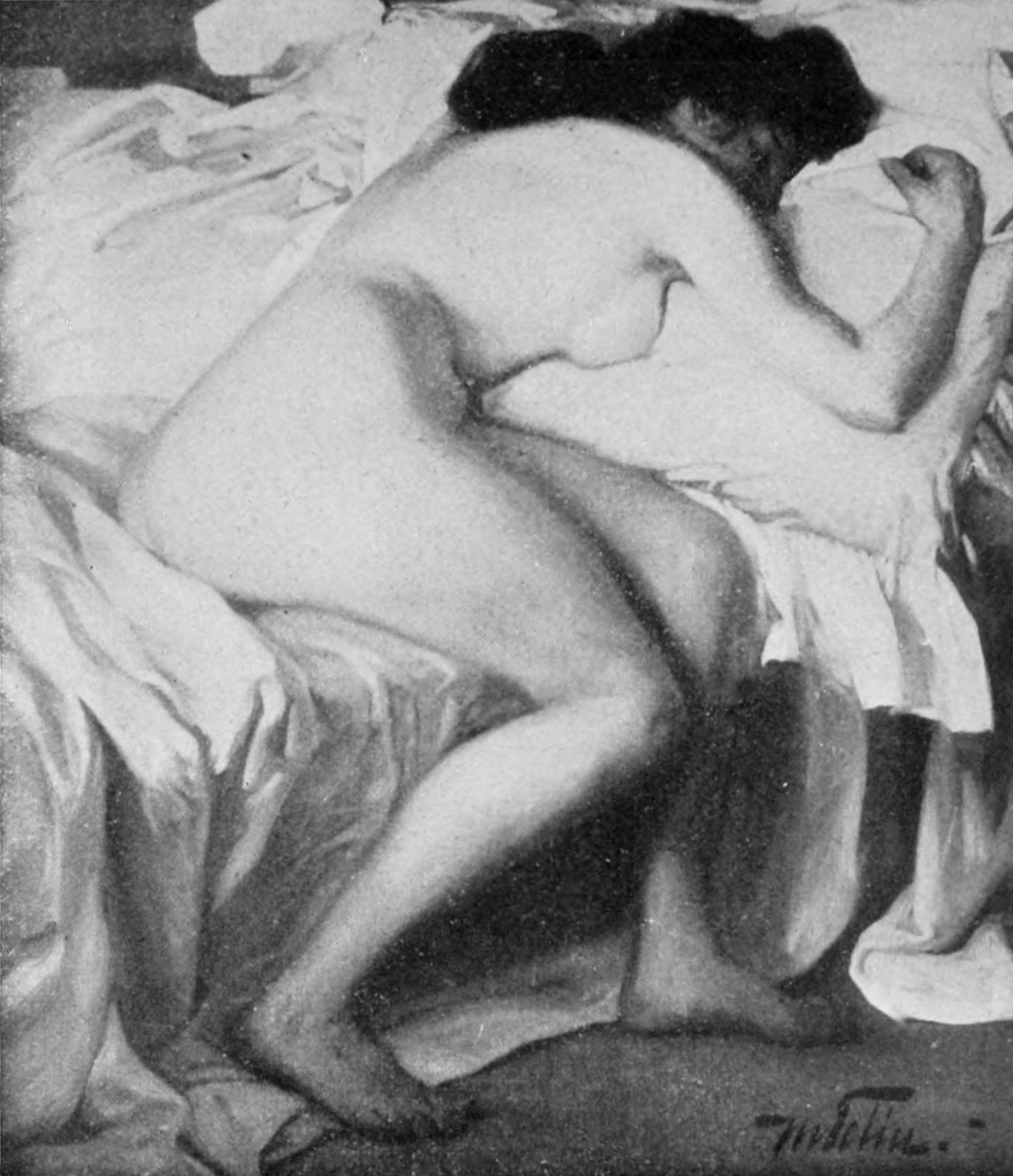
Nana
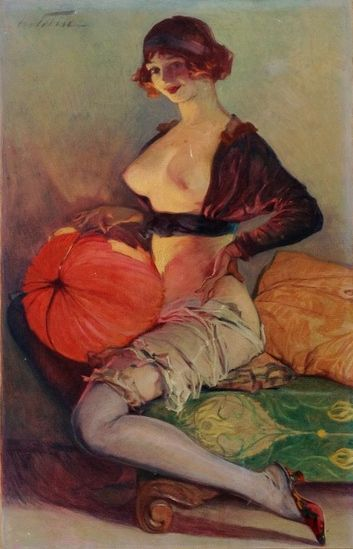
Sin título
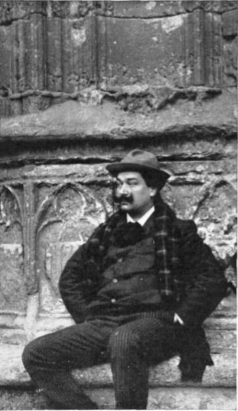
Manuel Feliu de Lemus
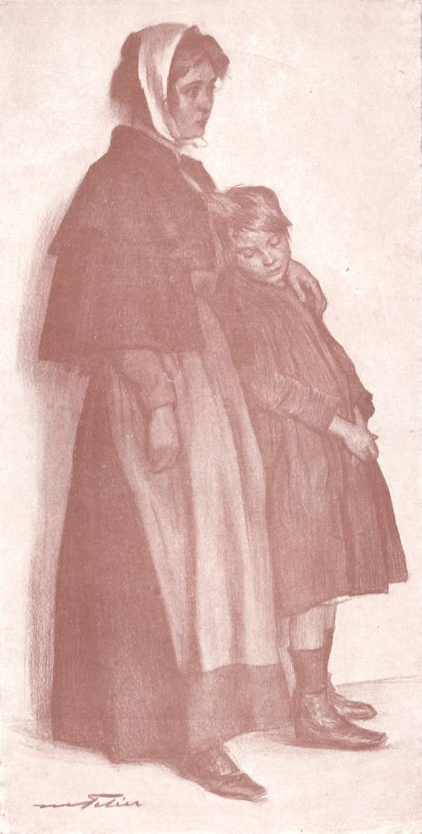
En el dispensario, sanguina
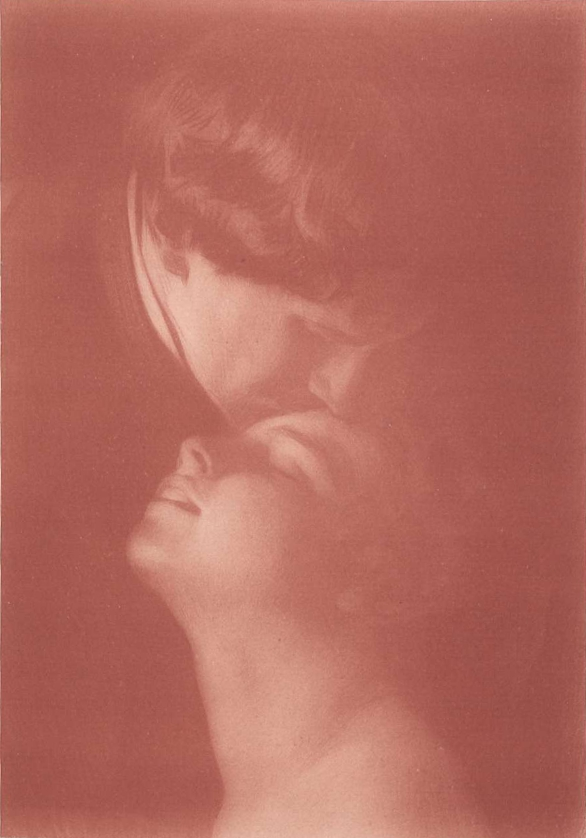
El beso, sanguina
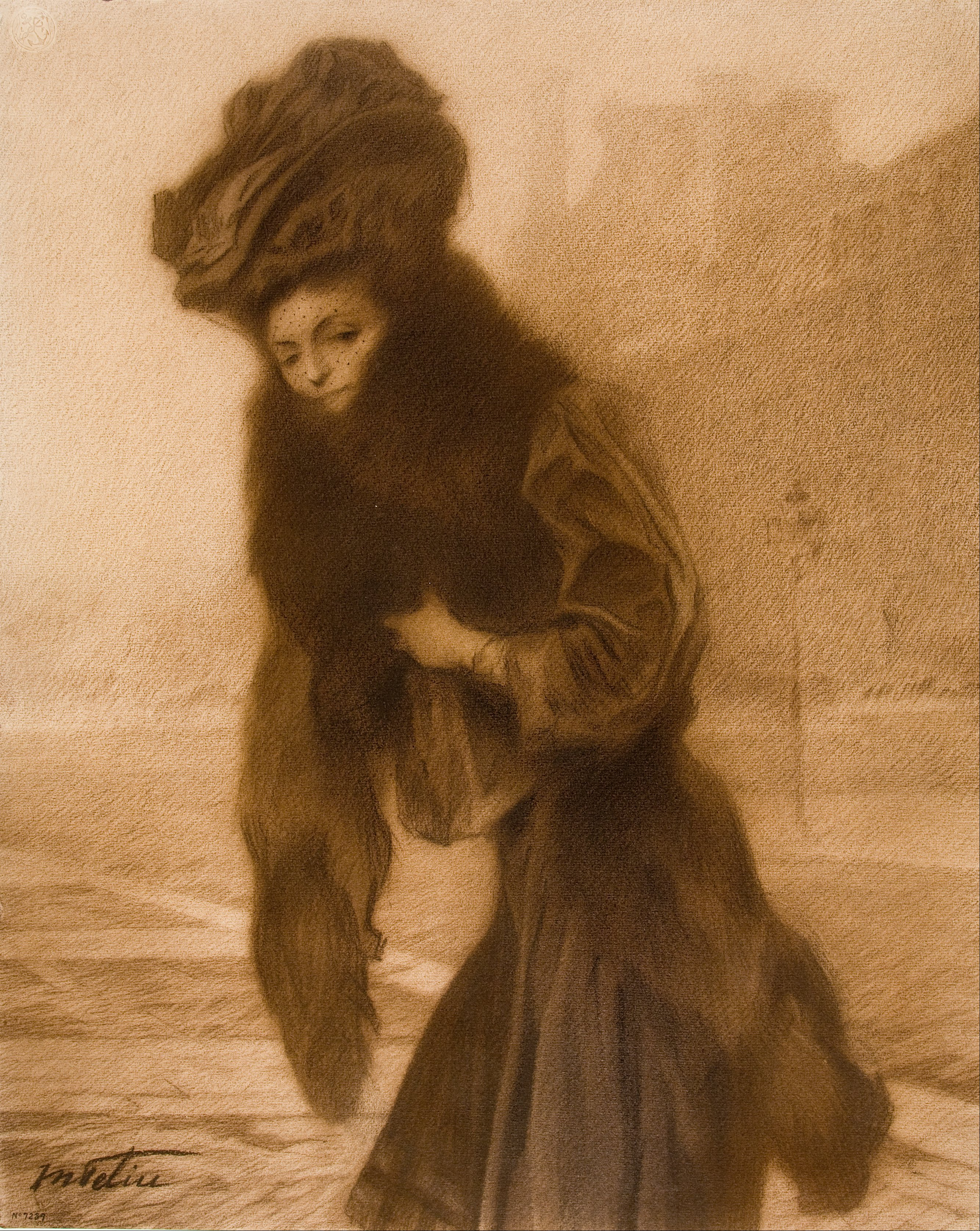
Estudi per a retrat femení
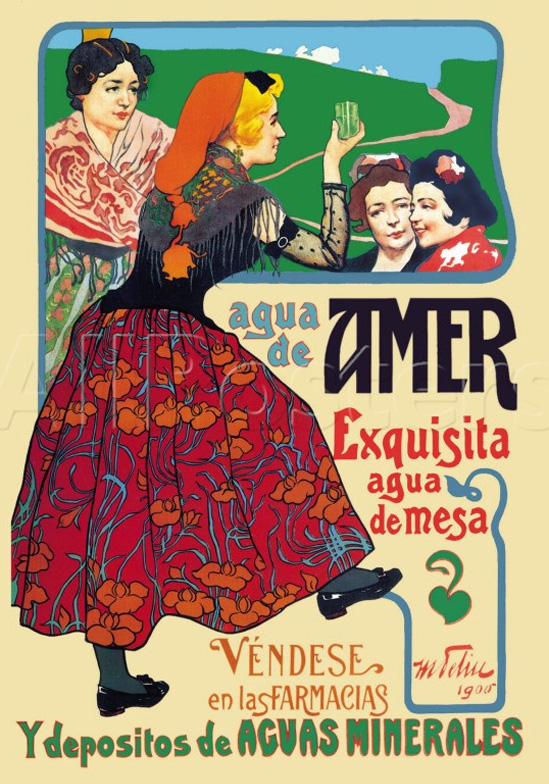
Cartell publicitari premiat de l'’Agua de Amer’’, creació de Feliu de Lemus, any 1900.